# Five (Anonimo Italiano)
Five è il quinto album del cantautore romano Roberto Scozzi, in arte Anonimo Italiano, pubblicato nel 2013 per l'etichetta discografica Hydra Music. L'album prende il nome dalla mascotte di Canale 5 degli anni ottanta.

## Tracce
1. Oggi è lunedì
2. L'odio diventa amore
3. Per te farei di tutto
4. Tu mira al cuore
5. Non aprire quella porta
6. Dal cuore in bilico
7. E tu lo chiami... amore
8. L'abito di scena
9. Io vivo
10. L'aquilone (feat. Amedeo Minghi)